# Nazim Azman
Nazim Azman (Kuala Lumpur, 17 de agosto de 2001) é um automobilista malaio que já competiu no Campeonato de Fórmula 3 da FIA, na BRDC Formula 3 e na Eurofórmula Open.

## Carreira

### GP3 Series
Em 2021, Azman mudou-se para a Eurofórmula Open, fazendo parceria com o antigo rival da Fórmula 3 britânica da Louis Foster e Filip Kaminiarz na equipe CryptoTower Racing. Ele começou sua temporada de forma positiva, conquistando seu primeiro pódio na categoria com um segundo lugar na segunda corrida no Algarve. Na terceira rodada em Spa-Francorchamps, Azman teria seu melhor fim de semana da temporada, terminando no pódio em todas as três corridas do evento, e o malaio seguiu marcando mais dois pódios na rodada seguinte. Duas rodadas depois em Hungaroring, Azman conquistaria sua única vitória e último pódio da categoria. Ele continuou a somar bons pontos e acabou terminando em quarto lugar na classificação geral.

### Fórmula 3
Em 2021, Azman participou do teste de pós-temporada do Campeonato de Fórmula 3 da FIA em Valência, pilotando pelas equipes Jenzer Motorsport e Charouz Racing System. Pouco antes do teste de pré-temporada no Barém, Azman anunciou que se juntaria a Hitech Grand Prix para a disputa da temporada de 2022, em parceria com o membro da Red Bull Junior Team, Isack Hadjar e, o campeão britânico de Fórmula 3 de 2020, Kaylen Frederick. Ao fazer isso, Azman se tornou o primeiro piloto malaio a participar do Campeonato de Fórmula 3 da FIA. Azman seria superado por Hadjar e Frederick ao longo da temporada, e ainda teve momentos difíceis como uma colisão com Rafael Villagómez em Silverstone. Azman terminou a temporada sem marcar nenhum ponto e ficou em 32º na classificação geral, tendo como melhor resultado o 16º três vezes.